# HD 83183
HD 83183, eller h Carinae, är en blåvit ljusstark jätte i stjärnbilden Kölen.
Stjärnan har visuell magnitud +4,09 och är väl synlig vid normal seeing. Den befinner sig på ett avstånd av ungefär 1325 ljusår.